# 22 км (зупинний пункт, Дніпровська дирекція Придніпровської залізниці)
22 км — закритий пасажирський залізничний зупинний пункт приміських електропоїздів лінії Сухачівка — Нижньодніпровськ-Вузол на 2-й колії дільниці 175 км — Зустрічний, якою прямували електропоїзди через станцію Дніпро-Лоцманська, в обхід станції Дніпро-Головний. Розташовувався біля житлових масивів Ясне та Діївка-2 Новокодацького району міста Дніпро. 
Навколо колишнього зупинного пункту розташовані вулиці: Хорольська, Гастелло, Попова, Друку, провулок Хорольський, Тютюнова фабрика, пожежна частина (закрита на початку 1990-х років, нині в її приміщенні працює Дніпровська меблева фабрика «Модуль-Люкс») та Діївський цвинтар. 
У 2002 році зупинний пункт закритий, а другу колію — демонтовано.